# اميبينيم/سيلاستاتين
الاميبينيم\سيلاستين هو مضاد حيوي يغطي العديد من فصائل البكتيريا و يعتبر من المضادات المقاومة للبيتا لاكتاميز وهو يحتوي على كميات متماثلة من الامبينيم والسيلاستين. و هو يصنف ضمن الكاربابينيم.

## كيفية العمل
يمتلك هذا الدواء قدرة على قتل البكتيريا من خلال تأثيره على الجدار الخلوي. و بالتالي فإن الخلية البكتيرية تتحطم وتموت.
الامبينيم، وهو المكون الأساسي في هذا الدواء، يتم تحطيمه بسرعة من خلال انزيم في الكلية يسمى ديهدروبيبتيديز وبالتالي يعطى إلى جانب الاميبنيم مادة تسمى السيلاستين.

## الآثار الجانبية
من أهم آثاره الجانبية احتمالية أن يسبب نوبات من الصرع. قد يصل الاحتمال إلى 10%.